# Larisa Lazutinová
Larisa Jevgeněvna Lazutinová (rusky Лариса Евгеньевна Лазутина; rozená Larisa Pticynová, rusky Лариса Птицына, narozená 1. června 1965, Kondopoga, Sovětský svaz) je bývalá sovětská a ruská běžkyně na lyžích.
Je pětinásobnou olympijskou vítězkou a jedenáctinásobnou mistryní světa. V roce 1998 získala na olympiádě v Naganu celkem pět medailí, z toho tři zlaté a stala se nejúspěšnější medailistkou her. Prezident Ruska Boris Jelcin ji udělil Řád Ruské federace a byla zvolena evropskou sportovkyní roku podle Union Européenne de la Presse Sportive.
O čtyři rok později na hrách v Salt Lake City měla pozitivní dopingový test a přišla o zlatou medaili na 30 km a stříbro na 2x5 km, které původně vybojovala. Po dopingovém nálezu ukončila aktivní kariéru.